# Джонатан Коен
Джонатан Рафаель Коен (англ. Jonathan Raphael Cohen, *нар. 1964, Пало-Альто, Каліфорнія) — американський дипломат, радник і консультант зі стратегічних питань та міжнародних відносин. У лютому 2018 року президент США Дональд Трамп висунув його кандидатуру на пост заступника Постійного представника Сполучених Штатів при ООН, 24 мая Сенат затвердив його на цій посаді . Виконувач обов'язків Постійного представника США при ООН з 1 січня по 30 липня 2019 року.

## Життєпис
Дитинство провів у місті Лагуна-Біч, штат Каліфорнія. У 1985 році Джонатан Коен здобув ступінь бакалавра в області політики в Принстонському університеті. Він продовжив навчання в Єврейському університеті в Єрусалимі, навчався в магістратурі Джорджтаунського університету.
Співробітник дипломатичної служби з 1986 року. З 2008 по 2011 рік він обіймав посаду заступника глави місії в Посольстві США в Нікосії (Кіпр), працював в Посольстві США в Парижі з 2011 по 2014 рік, заступник голови місії в Посольстві США в Багдаді (Ірак) з 2014 по 2016 рік. Джонатан Коен працював в посольствах або консульствах в Бангкоку, Єрусалимі, Відні (ОБСЄ), Стокгольмі, Анкарі та Римі, а також на керівних посадах в Державному департаменті. Він обіймав посаду заступника помічника держсекретаря у справах Європи і Євразії з серпня 2016 року по червень 2018 року.
Посол США в Єгипті з 17.11.2019 по 31.03.2022.